# Síndrome de la costilla deslizante
El síndrome de la costilla deslizante (SCD) es una afección en la que los ligamentos intercondrales se debilitan o se rompen y tienen una mayor laxitud, lo que hace que las puntas del cartílago costal se subluxen (disloquen parcialmente). Esto resulta en dolor o malestar debido a nervios intercostales pellizcados o irritados, tensión de los músculos intercostales e inflamación. La afección afecta a las costillas octava, novena y décima, denominadas costillas falsas, siendo la décima la más comúnmente afectada. El síndrome de la costilla deslizante fue descrito por primera vez por Edgar Ferdinand Cyriax en 1919; sin embargo, la afección rara vez se reconoce y con frecuencia se pasa por alto. Se estima que la prevalencia de la afección tiene entre ~1-5 % de los diagnósticos clínicos en dos estudios, con un estudio separado que encontró una prevalencia de ~3 % en una clínica de especialidades mixtas de medicina general y gastroenterología. La condición también se ha denominado como síndrome de Cyriax, síndrome de la costilla clic, síndrome de la costilla dolorosa , subluxación intercondrales, o costillas desplazadas. El término "síndrome de la costilla deslizante" fue acuñado por el cirujano Robert Davies-Colley en 1922, que ha sido citado popularmente desde entonces.

## Historia
El síndrome de la costilla deslizante fue mencionado por primera vez en 1919 por Edgar Ferdinand Cyriax , un médico ortopédico y fisioterapeuta , quien describió un dolor en el pecho asociado con una sensación de "estallido" o "chasquido". La afección originalmente recibió su nombre, síndrome de Cyriax, pero desde entonces ha usado varios nombres, incluido el síndrome de chasquido de las costillas, el síndrome de las costillas dolorosas, la subluxación intercondral y las costillas desplazadas. El nombre "síndrome de la costilla deslizante" fue utilizado por primera vez por el cirujano Robert Davies-Colley y ganó popularidad, convirtiéndose en el término más citado para la afección. Davies-Colley también fue el primero en describir una operación para el síndrome de deslizamiento de las costillas, una extirpación del cartílago costal.
Heinz & Zavala señalaron en 1977 que la "maniobra de enganche" era útil para el síndrome de deslizamiento de las costillas como un método de diagnóstico preciso.

## Epidemiología
El síndrome de la costilla deslizante se considera infradiagnosticado y frecuentemente pasado por alto. No está claro si el SRS es más común en las mujeres, ya que algunos estudios informan una distribución equitativa por género, mientras que otros informan que la afección ocurre con mayor frecuencia en las mujeres. Algunos investigadores han sugerido que existe una conexión hormonal entre las hormonas y el aumento de la laxitud de los ligamentos que se observa en las mujeres durante el embarazo, aunque esta teoría aún debe confirmarse o explorarse.

## Síntomas
La presentación del síndrome de la costilla deslizante varía para cada individuo y puede presentarse en uno o ambos lados de la caja torácica, con síntomas que aparecen principalmente en el abdomen y la espalda. El dolor se presenta más comúnmente como episódico y varía desde una molestia menor hasta un impacto severo en la calidad de vida. Se ha informado que los síntomas duran de minutos a horas.
Uno de los síntomas comúnmente reportados de esta condición es la sensación de "estallido" o "chasquido" de las costillas inferiores como resultado de la subluxación de las articulaciones cartilaginosas.Las personas con síndrome de costilla deslizante pueden aquejar  un dolor intenso y agudo que puede irradiarse desde el pecho a la espalda y puede reproducirse presionando sobre la (s) costilla (s) afectada (s).  Algunas personas afectadas también han informado de una sensación de dolor sordo.  Ciertas posturas o movimientos pueden exacerbar los síntomas, como estirarse, toser, estornudar, levantar objetos, agacharse, sentarse, actividades deportivas y respiración. También se han descritos casos con  vómitos y náuseas asociados con la afección.

## Factores de riesgo
Las causas del síndrome de la costilla deslizante no están claras, aunque se han sugerido varios factores de riesgo. La condición a menudo acompaña a un historial de trauma físico. Esta observación podría explicar los informes de la condición entre los atletas, ya que tienen un mayor riesgo de trauma, especialmente para ciertos deportes de contacto total como el hockey , la lucha libre y el fútbol americano. También ha habido informes de síndrome de costillas deslizantes entre otros atletas, como los nadadores, que podría resultar plausiblemente de movimientos repetitivos de la parte superior del cuerpo junto con altas demandas físicas. 
Los incidentes notificados en los que no se han descrito antecedentes de impacto traumático en la pared torácica se consideran de inicio gradual.  El síndrome de la costilla deslizante también puede resultar de la presencia de un defecto congénito , como una costilla bífida inestable . También se ha sugerido que la hiperlaxitud generalizada es un posible factor de riesgo adicional.

## Diagnóstico

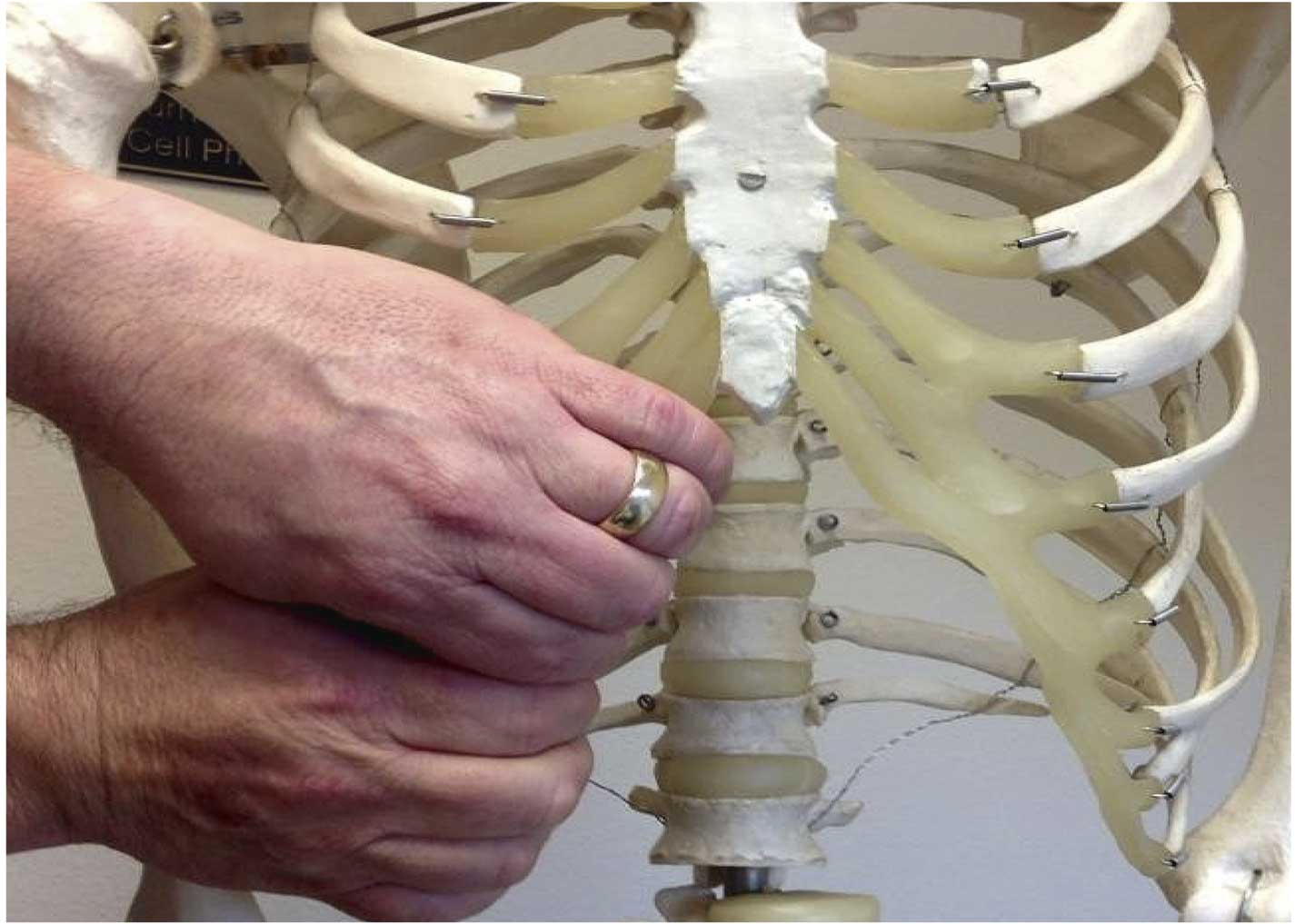
La "maniobra de enganche" realizada sobre un modelo de esqueleto.

El diagnóstico del síndrome de la costilla deslizante es predominantemente clínico, y el examen físico de la costilla afectada es el más utilizado. Una técnica conocida como "maniobra de enganche" se usa comúnmente entre los profesionales médicos para diagnosticar el síndrome de la costilla deslizante.El examinador enganchará sus dedos debajo del margen costal , luego tirará en una dirección anterior (hacia afuera) y superior (hacia arriba), con un resultado positivo cuando el movimiento o el dolor se repita durante esta acción.
Las radiografías simples, las tomografías computarizadas, las resonancias magnéticas y la ecografía estándar no pueden visualizar el cartílago afectado por el SRS; sin embargo, a menudo se utilizan para excluir otras afecciones.  La ecografía dinámica se utiliza ocasionalmente para evaluar la laxitud dinámica o el desplazamiento del cartílago;  sin embargo, se ha dicho que no es muy superior al de un examen físico realizado por un médico experimentado, ya que un diagnóstico depende de la experiencia del técnico y el conocimiento de la afección. Un resultado positivo de una ecografía dinámica para el síndrome de la costilla deslizante requiere una subluxación observada del cartílago, que puede ser provocada con Valsalva , crujido u otras maniobras. Las inyecciones de bloqueo de los nervios también se han utilizado como método de diagnóstico al señalar la ausencia de dolor después de una inyección en los nervios intercostales de las costillas afectadas.

### Diagnóstico diferencial
El síndrome de la costilla deslizante a menudo se confunde con la costocondritis y el síndrome de Tietze , ya que también afectan el cartílago de la pared torácica. La costocondritis es una causa común de dolor en el pecho , que consiste en hasta un 30% de las quejas de dolor en el pecho en los departamentos de emergencia. Por lo general, el dolor se difunde con las uniones costocondrales o esternocostales superiores afectadas con mayor frecuencia, a diferencia del síndrome de costillas deslizantes, que afecta la caja torácica inferior. El síndrome de Tietze difiere de estas afecciones ya que a menudo se asocia con hinchazón e hinchazón de las unidones costocondral, esternocostal y esternoclavicular.articulaciones, mientras que las personas con síndrome de costilla deslizante o costocondritis no presentarán hinchazón. El síndrome de Tietze suele afectar la segunda y la tercera costillas y suele ser el resultado de procesos infecciosos, reumatológicos o neoplásicos
Una condición conocida como síndrome de la duodécima costilla es similar al síndrome de la costilla deslizante; sin embargo, afecta a las costillas flotantes (11-12) que no tienen ninguna unión al esternón . Algunos investigadores clasifican el síndrome de la costilla deslizante y el síndrome de la duodécima costilla en un grupo denominado síndrome de la costilla dolorosa, otros clasifican el síndrome de la duodécima costilla como un subtipo de síndrome de la costilla deslizante y algunos consideran que los dos son afecciones completamente separadas. Los dos trastornos tienen diferentes criterios de presentación y diagnóstico, de modo que el diagnóstico del síndrome de la duodécima costilla no incluye la maniobra de gancho y generalmente se presenta como dolor lumbar , abdominal e inguinal.
En personas con hipercifosis torácica o cifoescoliosis el «síndrome de la punta de costilla»(pinzamiento costoiliaco) puede causar un dolor semejante al SCD.
Otro diagnóstico diferencial incluye pleuresía, fractura costal, úlcera gástrica, colecistitis, esofagitis y anomalías hepatoesplénicas.